# Panamerikanische Spiele 1979/Teilnehmer (Uruguay)
| Gelbes Symbol für Goldmedaillen mit stilisierten Olympischen Ringen | Graues Symbol für Silbermedaillen mit stilisierten Olympischen Ringen | Braundes Symbol für Bronzemedaillen mit stilisierten Olympischen Ringen |
| ------------------------------------------------------------------- | --------------------------------------------------------------------- | ----------------------------------------------------------------------- |
| —                                                                   | —                                                                     | —                                                                       |

Uruguay nahm an den VIII. Panamerikanischen Spielen 1979 in Puerto Rico mit einer Delegation bestehend aus 19 Sportlern teil. Präsident der Delegation war José D. Vallarino. Als Chef de Mission wirkte Walter Pérez Soto. Delegationsarzt war José Appratto. Die uruguayischen Sportler konnten sich nicht in den Medaillenrängen platzieren.

## Teilnehmer nach Sportarten

### Judo
- Alvaro Ciapessonoi
Klasse bis 78 kg
- Julio Martínez
Klasse bis 71 kg

### Leichtathletik
- Norma Lucía Azcune
- Abel Godoy

### Radsport
- Miguel Margaleff
Zeitfahren: 8.
- Gerardo Bruzzone
4000 Meter Verfolgung / Einzel: 7.
4000 Meter Verfolgung / Mannschaft: 9.
- Víctor González
4000 Meter Verfolgung / Mannschaft: 9.
- Alcides Etcheverry
4000 Meter Verfolgung / Mannschaft: 9.
- Ricardo Caleri
4000 Meter Verfolgung / Mannschaft: 9.

- Trainer: Ildefonso Soler
- Mechaniker: Alberto Velazquez

### Rudern
- Jorge Picart
4er Langriemen ohne Steuermann: 8.
- Sergio Minet
4er Langriemen ohne Steuermann: 8.
- Daniel Castellanos
4er Langriemen ohne Steuermann: 8.
- Esteban Masseilot
4er Langriemen ohne Steuermann: 8.

- Trainer: Luis Sigot
- Delegierter: Eduardo Laffitte

### Schwimmen
- Silvana Barbato
100 Meter Rücken
200 Meter Rücken
- Carlos Scanavino
1500 Meter Freistil
- Alvaro Roda
100 Meter Rücken
200 Meter Rücken
- Enrique Leite
400 Meter Lagen
200 Meter Schmetterling
200 Meter Lagen

- Trainer: Jose Liscano
- Delegierter: Julio C. Maglione

### Segeln
- Jorge Manganelli
Snipe: 10.
- Carlos Murguía
Snipe: 10.